# Oreochromis jipe

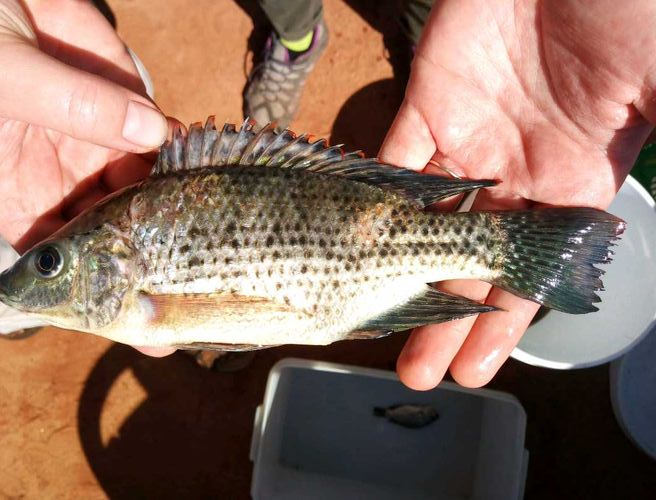
Imatge d'un espècimen de Oreochromis jipe.

Oreochromis jipe és una espècie de peix de la família dels cíclids i de l'ordre dels perciformes.

## Morfologia
Els mascles poden assolir els 50 cm de longitud total.

## Distribució geogràfica
Es troba a Àfrica: Kenya i Tanzània.